# Latridius jantaricus
Latridius jantaricus là một loài bọ cánh cứng trong họ Latridiidae. Loài này được Borowiec miêu tả khoa học năm 1985.